# Jaime Piedrahíta Cardona
Jaime Piedrahíta Cardona (Medellín, 30 de marzo de 1930 - Cartagena, 5 de abril de 2020 ) fue un político y abogado colombiano.

## Biografía
Bachiller del Liceo de la Universidad de Antioquia y abogado de la Universidad de Antioquia. Fue Secretario de Trabajo del Departamento de Antioquia (1956-1957). Miembro de la Asamblea Nacional Constituyente (1956),  concejal de Medellín, representante a la cámara por Antioquia y senador de la República.
Fue fundador de la Alianza Nacional Popular (Anapo), de la cual fue miembro hasta 1974. Encarcelado tras las elecciones presidenciales de Colombia de 1970, durante 45 días en la Base Militar de Tres Esquinas.
Fue candidato presidencial para las elecciones presidenciales de Colombia de 1978, por Frente por la Unidad del Pueblo (FUP), conformado por el Movimiento Amplio Colombiano (MAC), el Movimiento Independiente Liberal de Consuelo de Montejo y el Movimiento Obrero Independiente y Revolucionario (MOIR), apoyado por Francisco Mosquera, Socorro Ramírez, Consuelo de Montejo, Álvaro Bernal Segura, Carlos Bula Camacho, José Jaramillo Giraldo entre otros. Hizo parte del Polo Democrático Alternativo.
En 1998 fue condecorado con la Orden del Congreso de Colombia, en el Grado Cruz de Oro.

## Obras
- Colombia dictadura de clases. ISBN 9789585801455
- Colombia, una revolución siempre aplazada. ISBN 9585946351